# Forchtenberg
Forchtenberg település Németországban, azon belül Baden-Württembergben. Lakosainak száma 5302 fő (2023. december 31.).

## Népesség
A település népessége az elmúlt években az alábbi módon változott:
| Lakosok száma | 3493 | 3587 | 3768 | 3701 | 3843 | 4642 | 5014 | 5074 | 4916 | 5302 |
|               | 1961 | 1967 | 1974 | 1980 | 1986 | 1993 | 1999 | 2005 | 2012 | 2023 |